# الدوري الفلسطيني الممتاز لقطاع غزة 1997–98
الدوري الفلسطيني الممتاز لقطاع غزة 1997–98 هي النسخة الخامسة من البطولة وتوج بالبطولة لثاني مرة على التوالي وهو نادي خدمات رفح.

## 1996/1997
خدمات رفح يُحرز أول لقب (أول بطولة في ظل السلطة الوطنية)
وفي عام 1996 وبعد إجراء أول انتخابات للاتحاد الفلسطيني لكرة القدم، أقيمت أول بطولة دوري في عهد السلطة الوطنية، وهي البطولة التي ضمت جميع الفرق التي شاركت في بطولة دوري موسم 1987/1988.
انطلقت البطولة في سبتمبر من عام 1996م وانتهت في إبريل من عام 1997م، وأعلن الاتحاد فوز خدمات رفح بلقب البطولة التي كانت البوابة لعهد جديد في عالم كرة القدم الفلسطينية، بقيادة المدرب الراحل نايف عبد الهادي.

## 1997/1998
خدمات رفح يُحرز اللقب الثاني
وفي أواخر العام 1997 انطلق الدوري لينتهي بعد عام وشهرين، إذ احتفظ خدمات رفح باللقب للمرة الثانية على التوالي بقيادة المدرب الراحل نايف عبد الهادي.